# Séismes de 2007-2008 à Nazko
Les séismes de 2007-2008 à Nazko sont une série de légers séisme d'une magnitude inférieure à 4,0 sur l'échelle de Richter qui s'est produit entre le 9 octobre 2007 et le 12 juin 2008 autour de Nazko en Colombie-Britannique, au Canada. Ces séismes se sont produits juste à l'ouest du cône Nazko.
Aucun dégât ni victime n'a été recensé, notamment grâce à la faiblesse des séismes.